# Colom imperial de Timor
El colom imperial de Timor  (Ducula cineracea) és una espècie d'ocell de la família dels colúmbids (Columbidae) que habita els boscos de les muntanyes de Timor i Wetar.